# Aloe dhufarensis
Aloe dhufarensis är en grästrädsväxtart som beskrevs av John Jacob Lavranos. Aloe dhufarensis ingår i släktet Aloe och familjen grästrädsväxter. Inga underarter finns listade i Catalogue of Life.